# Собор Непорочного Зачатия Пресвятой Девы Марии (Консепсьон, Чили)
Собор Непорочного Зачатия Пресвятой Девы Марии (исп. Catedral de la Santísima Concepción) — католическая церковь, находящаяся в центре Консепсьона в области Био-Био (Чили). Церковь является кафедральным собором архиепархии Консепсьона. Одна из самых больших церквей в области Био-Био. Высота собора — 22 м.

## История
Церковь была построена на месте старого одноимённого собора, который был демонтирован в 1939 году.
Освящение нового храма состоялось в 1940 году.
Древний собор был разрушен землетрясением в 1835 году.
Собор XIX века был освящён в 1867 году. Обряд освящения провёл епископ Иполито Салас. Несколько лет спустя на фасаде были положены декоративные фронтоны и карнизы. Ближе к 1915 году были достроены башни.
Этот собор прослужил 72 года. Чилийское землетрясение 1939 года серьёзно повредило башни, и собор было решено снести.
Новый собор выдержал как Великое Чилийское землетрясение 1960 года, так и мощное землетрясение 2010 года, эпицентр которого находился в 90 км от Консепсьона.
Помимо Собора, в 1991 году в Консепсьоне был открыт Католический университет (исп. Universidad Católica de la Santísima Concepción, UCSC), а в 2011 году невдали от Собора создан университетский Музей религиозного искусства

## Галерея

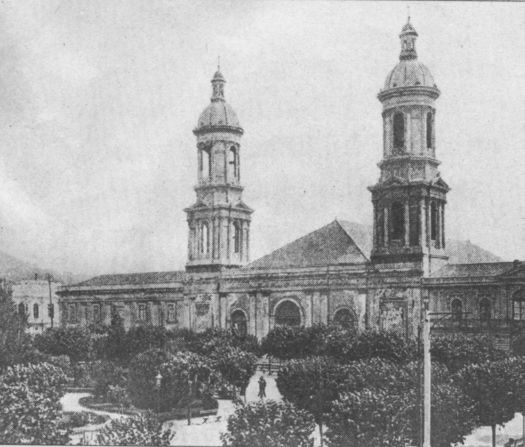
Старый собор в 1915 году
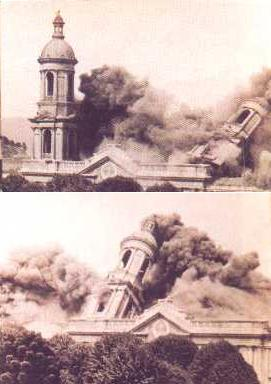
Разрушение старого собора в 1939 году
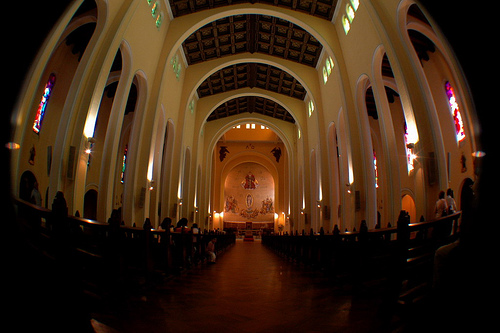
Внутренний интерьер